# Oberkommando des Heeres

Etendard représentant le chef d'état-major.

L’Oberkommando des Heeres (OKH) est le commandement suprême de la Heer, l'armée de terre de la Wehrmacht.
À la fin de la Seconde Guerre mondiale, son rôle consiste principalement à diriger les opérations militaires sur le front de l'Est, les autres théâtres d'opérations ayant été progressivement transférés à la responsabilité de l'Oberkommando der Wehrmacht, plus docile aux ordres de Hitler.
Contrairement à pratiquement toutes les autres organisations allemandes de l'époque qui dépendent du gouvernement nazi, l'OKH n'est pas sous le contrôle du NSDAP ou de la SS et, fort des traditions militaires de l'ancien Empire allemand, garde une indépendance relative vis-à-vis des organisations politiques nazies.
Lassé des désaccords réguliers qu'il a eus avec l'OKH et qui ont abouti aux échecs militaires de la fin de l’automne 1941 (principalement la déroute devant Moscou), Hitler occupe lui-même le poste de commandant en chef de l'Armée de terre à compter du 19 décembre 1941, en remplacement du maréchal Walther von Brauchitsch. En outre, son « chef d'état-major adjoint » (ou « chef de l'état-major général »), le général Franz Halder, principal artisan de la Blitzkrieg, est limogé neuf mois plus tard et remplacé par le général Kurt Zeitzler.

## Commandement
Commandants en chef de la Heer (Armée de terre) :
| Date                              | Commandant en chef                           |
| --------------------------------- | -------------------------------------------- |
| 1er janvier 1934 - 4 février 1938 | Generaloberst Werner von Fritsch             |
| 4 février 1938 - 19 décembre 1941 | Generalfeldmarschall Walther von Brauchitsch |
| 19 décembre 1941 - 30 avril 1945  | Adolf Hitler                                 |
| 30 avril 1945 - 8 mai 1945        | Generalfeldmarschall Ferdinand Schörner      |

« Chefs d'état-major adjoints » (ou « chefs de l’état-major général ») de la Heer (Armée de terre) :
| Date                                | Chef d’état-major adjoint (ou « chef de l’état-major général ») |
| ----------------------------------- | --------------------------------------------------------------- |
| 1er octobre 1933 – 31 octobre 1938  | General der Artillerie Ludwig Beck                              |
| 31 octobre 1938 – 24 septembre 1942 | Generaloberst Franz Halder                                      |
| 24 septembre 1942 – 10 juillet 1944 | Generaloberst Kurt Zeitzler                                     |
| 10 juillet 1944 - 20 juillet 1944   | Generalleutnant Adolf Heusinger                                 |
| 21 juillet 1944 – 28 mars 1945      | Generaloberst Heinz Guderian                                    |
| 29 mars 1945 – 1er mai 1945         | General der Infanterie Hans Krebs                               |
| 1er mai 1945 - 13 mai 1945          | Generalfeldmarschall Wilhelm Keitel                             |
| 13 mai 1945 – 23 mai 1945           | Generaloberst Alfred Jodl                                       |

## Organisation
- Amtsgruppe Heerespersonalamt
  - Offiziere
  - Disziplinarangelegenheiten der Offiziere
  - Generalstabsoffiziere
  - Offiziersnachwuchs
  - Ordensangelegenheiten mit Gruppe
  - Representation und Ehrungen
  - Offiziere im Truppensonderdienst
  - Offiziere in den Truppenteilen mit dem Zusatz „Volks-“ (après 1944)

- Generalstab des Heeres (C'est après la mobilisation que le Generalstab fut divisé en deux sections: 1. Staffel - Feldstaffel (opérations) ; 2. Staffel - Heimatstaffel (casernement))
  - 1. Feldstaffel
    - Chef des Generalstabs des Heeres
      - Nationalsozialistischer Führungsoffizier (NSFO) « Officier principal représentant le parti »

    - Stab Oberkommando des Heeres
      - Zentralabteilung des Generalstabs des Heeres
      - Kommandant des Hauptquartiers OKH
      - Operationsabteilung
      - Organisationsabteilung
      - Abteilung Fremde Heere Ost
      - Abteilung Fremde Heere West
      - Ausbildungsabteilung

    - Chef des Transportwesens
      - Feldtransportabteilung
      - Heimattransportabteilung (zeitweise in der Heimatstaffel eingegliedert)
      - Verkehrsabteilung (zeitweise in der Heimatstaffel eingegliedert)
      - Planungsabteilung
      - Personalabteilung für das Transportpersonal
      - Befehlshaber der Eisenbahntruppe (après 1944 General der Eisenbahntruppe)
      - Vertreter des Reichsverkehrsministeriums beim Chef des Transportwesens

    - Generalquartiermeister
      - Chefgruppe
      - Abteilung I Versorgungsführung
      - Abteilung II Kriegsverwaltung
      - Abteilung III Nachschub
      - Abteilung IVa Heeresintendant
      - Abteilung IVb Heeresarzt/Generalarzt z.b.V.
      - Abteilung IVc Heeresveterinär
      - Heeresfeldpostmeister
      - General der Motorisierung; après 1944 General des Kraftfahrwesens
      - General der Kraftfahrparkgruppen des Feldheeres
      - Heeresnachschubführer; après 10.1942 General der Nachschubtruppen
      - General der Technischen Truppen
      - Höherer Feldgendamerieoffizier beim OKH; après fin 1944 General der Ordnungstruppen
      - General der Infanterie
      - General der Artillerie
        - General der Heeresküsten- und Festungsartillerie
        - General der Heeresflaktruppen
        - Höherer Offizier der Panzerartillerie (depuis mars 1944)

      - General der Pioniere und Festungen
        - General z.b.V. beim General der Pioniere und Festungen
        - Höherer Landungspionierführer

      - General der Nebeltruppe
      - General der Osttruppen (depuis 1942) 
        - Inspekteur der turkvölkischen Verbände (après décembre 1943 zusammengelegt zum General der Freiwilligenverbände (Feldheer))

      - Gerichtswesen beim Generalquartiermeister (après 1940 General z.b.V. beim OKH)
        - Heeresfeldjustizabteilung
        - Gruppe Strafvollzug
        - Gruppe Heeresberichterstattung
        - Zentralgericht des Heeres

      - General z.b.V. IV beim Generalstab des Heeres (Überwachung des Wehrmachtsreiseverkehrs; Betreuungsdienste)

    - Chef des Heeresnachrichtenwesens 
      - General der Nachrichtenaufklärung
      - Leitstelle der Nachrichtenaufklärung
      - Kommandantur der Führungsnachrichtentruppe (1944/1945)

    - Chef des Kriegskarten- und Vermessungswesens (vergleichbar Topographietruppe; zeitweise in der Heimatstaffel)
      - Abteilung für Kriegskarten- und Vermessungswesen
      - Kommandeur der Karten- und Vermessungstruppen

    - Einzeldienststellen und Verbindungsorgane beim Generalstab des Heeres - Feldstaffel
      - General der Aufklärungsflieger und General der Luftwaffe beim OKH
      - Ic Luftwaffe beim OKH
      - Wetterberatungszentrale (mot.) beim OKH
      - Fliegerverbindungsgeschwader II mit Kurierstaffel OKH
      - Vertreter des Auswärtigen Amtes beim OKH
      - Vertreter des Leiters der Organisation Todt beim OKH
      - Sonderstäbe I bis IV (Reorganisation)
      - Feldjägerkommandos I bis III (1944/1945)
      - Heeresfeldpolizeichef der Geheimen Feldpolizei (GeFePo)
      - Außenstelle des Chefs des Wehrmachtsstreifendienstes beim Generalstab des Heeres
      - Nationalsozialistischer Führungsstab des Heeres

  - 2. Heimatstaffel 
    - Oberquartiermeister V (après 1942 beim Beauftragten für Geschichtsschreibung)
    - Zentralabteilung des Generalstab des Heeres - Heimatstaffel
    - Organisationsabteilung - Heimatstaffel
    - Chef des Transportwesens - Heimatstaffel
    - Heeresfilmstelle / Ausbildungsfilmwesen
    - Kriegsakademie Berlin
- Generalinspekteur der Panzertruppe « Inspecteur général des troupes blindées »
  - Organisationsabteilung
  - Höherer Nachrichtenoffizier beim General der Panzertruppe
  - Leitender Kraftfahroffizier
  - Inspekteur der Panzertruppe
  - Kommandeur der Eisenbahn-Panzerzüge
  - General der Panzerabwehr
- Der Beauftragte des Führers für die militärische Geschichtsschreibung
  - Oberquartiermeister V (depuis 1942)
  - Kriegswissenschaftliche Abteilung
  - Kriegsgeschichtliche Abteilung des Heeres
  - Kriegsgeschichtliche Forschungsanstalt des Heeres
  - Der Chef der Heeresarchive
  - Der Chef der Heeresbüchereien mit der Wehrmachtszeitschriftenabteilung